# Touchdown (film)
Touchdown is een Amerikaanse dramafilm uit 1931 onder regie van Norman Z. McLeod.

## Verhaal
Trainer Dan Curtis wil koste wat kost dat zijn footballteam wint. Hij draait bij als een speler zich blesseert, die in feite had moeten uitrusten. Er volgt een confrontatie met de ploeg van een rivaliserende school.

## Rolverdeling
| Acteur               | Personage       |
| -------------------- | --------------- |
| Richard Arlen        | Dan Curtis      |
| Peggy Shannon        | Mary Gehring    |
| Jack Oakie           | Babe Barton     |
| Regis Toomey         | Tom Hussey      |
| George Barbier       | Jerome Gehring  |
| J. Farrell MacDonald | Pop Stewart     |
| George Irving        | President Baker |
| Charles D. Brown     | Harrigan        |
| Charles Starrett     | Paul Gehring    |